# راجرزویل (میزوری)
راجرزویل (به انگلیسی: Rogersville) یک شهر در ایالات متحده آمریکا است که در میزوری واقع شده‌است. راجرزویل ۸٫۹۱ کیلومتر مربع مساحت و ۳٬۰۷۳ نفر جمعیت دارد و ۴۴۵ متر بالاتر از سطح دریا قرار دارد.